# Mesnil-Verclives
Mesnil-Verclives ist eine französische Gemeinde mit 304 Einwohnern (Stand 1. Januar 2022) im Département Eure in der Region Normandie (vor 2016 Haute-Normandie). Sie gehört zum Arrondissement Les Andelys und zum Kanton Les Andelys. Die Einwohner werden Verclivois genannt.

## Nachbargemeinden
Mesnil-Verclives liegt etwa 45 Kilometer ostsüdöstlich von Rouen. Nachbargemeinden von Mesnil-Verclives sind Lisors im Norden, Coudray im Nordosten, Saussay-la-Campagne im Osten, Frenelles-en-Vexin im Südosten und Süden, Écouis im Süden und Südwesten sowie Touffreville im Westen und Nordwesten.

## Bevölkerungsentwicklung
| Jahr                       | 1962 | 1968 | 1975 | 1982 | 1990 | 1999 | 2006 | 2019 |
| Einwohner                  | 187  | 180  | 142  | 165  | 203  | 218  | 259  | 325  |
| Quellen: Cassini und INSEE |      |      |      |      |      |      |      |      |

## Sehenswürdigkeiten
- Kirche Saint-Martin aus dem 12. Jahrhundert, Monument historique
- Schloss Verclives aus dem 18./19. Jahrhundert, Monument historique
- Herrenhaus von Mesnil aus dem 16. Jahrhundert
- Herrenhaus des Priorats aus dem 14. Jahrhundert

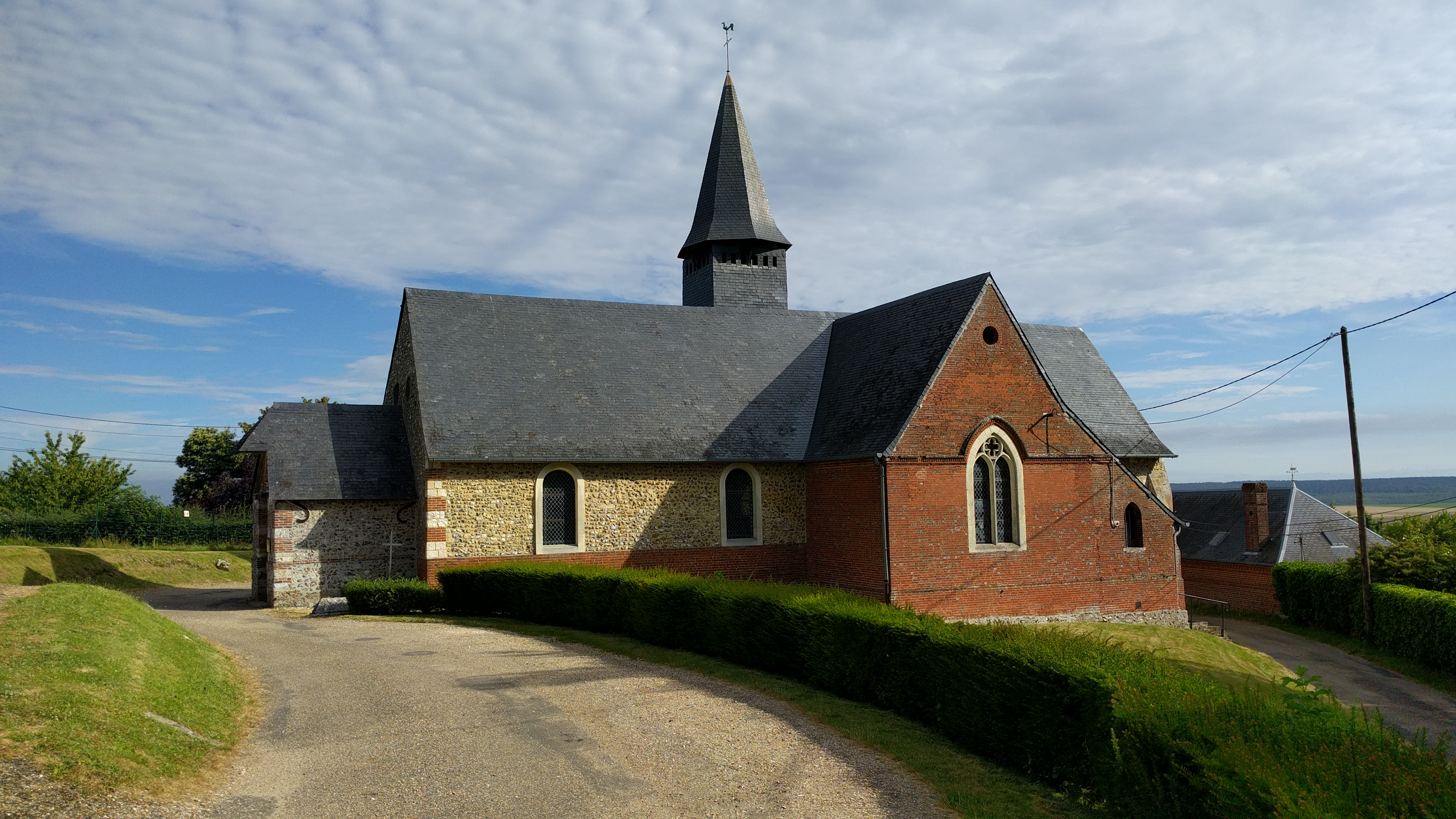
Kirche Saint-Martin
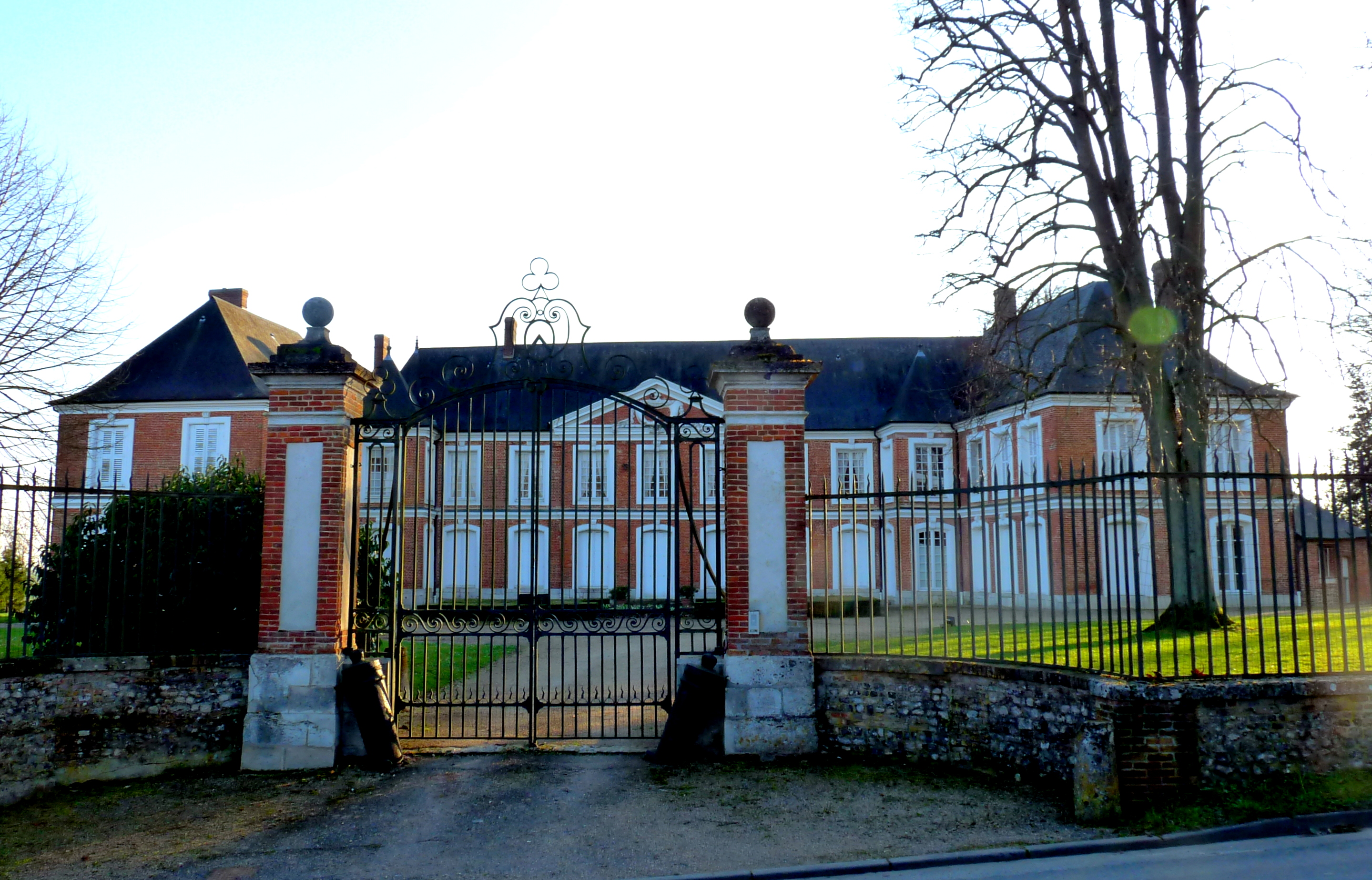
Schloss Verclives
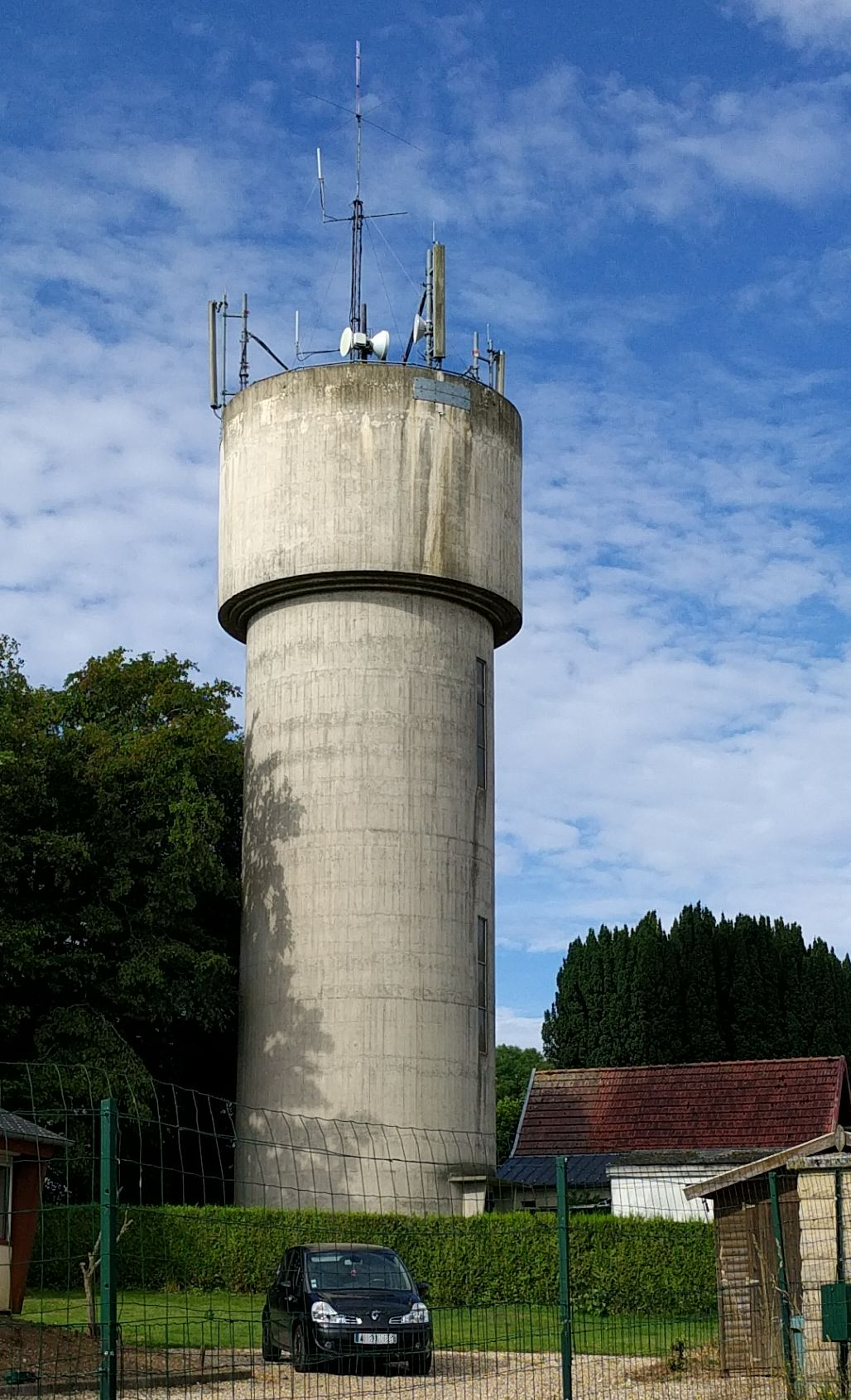
Wasserturm